# Ambassade de France à Bahreïn
L'ambassade de France à Bahreïn est la représentation diplomatique de la République française auprès du royaume de Bahreïn. Elle est située à Manama, la capitale du pays, et son ambassadeur est, depuis 2023, Eric Giraud-Telme.

## Ambassade
L'ambassade est située à Manama. Elle accueille aussi une section consulaire.

## Ambassadeurs de France à Bahreïn
| De   | À    | Ambassadeur            |
| ---- | ---- | ---------------------- |
| 1972 | 1974 | Paul Carton            |
| 1974 | 1977 | Jacques Bourgoin       |
| 1977 | 1981 | Maurice Fougerouse     |
| 1981 | 1984 | René Molinari          |
| 1984 | 1988 | Pierre Justinard       |
| 1988 | 1992 | Pierre Boillot         |
| 1992 | 1996 | Albert Pavec           |
| 1996 | 2001 | Georges Duquin         |
| 2001 | 2004 | Anita Limido           |
| 2004 | 2008 | Malika Berak           |
| 2008 | 2011 | Yves Oudin             |
| 2011 | 2014 | Christian Testot       |
| 2014 | 2017 | Bernard Regnauld-Fabre |
| 2017 | 2019 | Cécile Longé           |
| 2019 | 2023 | Jérôme Cauchard        |
| 2023 | auj. | Eric Giraud-Telme      |

## Relations diplomatiques
Une ambassade de plein exercice a été ouverte à Bahreïn en 1972. Auparavant, la représentation de la France était assurée par l'ambassadeur de France au Koweït.

## Consulat

### Communauté française
Au 31 décembre 2016, 1 088 Français sont inscrits sur les registres consulaires au Bahreïn.
| 2001 | 2002 | 2003 | 2004 |
| ---- | ---- | ---- | ---- |
| 368  | 414  | 458  | 523  |

| 2005 | 2006 | 2007 | 2008 |
| ---- | ---- | ---- | ---- |
| 568  | 636  | 683  | 872  |

| 2009  | 2010 | 2011 | 2012 |
| ----- | ---- | ---- | ---- |
| 1 016 | 978  | 991  | 942  |

| 2013 | 2014  | 2015  | 2016  |
| ---- | ----- | ----- | ----- |
| 939  | 1 013 | 1 124 | 1 088 |

### Circonscriptions électorales
Depuis la loi du 22 juillet 2013 réformant la représentation des Français établis hors de France avec la mise en place de conseils consulaires au sein des missions diplomatiques, les ressortissants français d'une circonscription recouvrant Bahreïn et le Qatar élisent pour six ans trois conseillers consulaires. Ces derniers ont trois rôles : 
1. ils sont des élus de proximité pour les Français de l'étranger ;
2. ils appartiennent à l'une des quinze circonscriptions qui élisent en leur sein les membres de l'Assemblée des Français de l'étranger ;
3. ils intègrent le collège électoral qui élit les sénateurs représentant les Français établis hors de France.

Pour l'élection à l'Assemblée des Français de l'étranger, Bahreïn appartenait jusqu'en 2014 à la circonscription électorale d'Abou Dabi, comprenant aussi l'Arabie saoudite, les Émirats arabes unis, le Koweït, Oman, le Qatar et le Yémen, et désignant trois sièges. Bahreïn appartient désormais à la circonscription électorale « Asie centrale et Moyen-Orient » dont le chef-lieu est Dubaï et qui désigne quatre de ses 23 conseillers consulaires pour siéger parmi les 90 membres de l'Assemblée des Français de l'étranger. 
Pour l'élection des députés des Français de l’étranger, Bahreïn dépend de la 10e circonscription.